# Cinglera del Salamó
La Cinglera del Salamó és una cinglera a cavall dels termes municipals de Granera, de la comarca del Moianès, i de Sant Llorenç Savall, pertanyent a la del Vallès Occidental.

La Cinglera del Salamó, respecte del terme de Granera

Està situada al sud del terme municipal de Granera, al límit amb el terme de Sant Llorenç Savall, i a l'extrem nord d'aquest darrer. És a prop i al sud i sud-oest de la masia del Salamó, que li dona el nom, a migdia del Bosc del Salamó i al damunt de l'extrem nord-oriental de la vall de Vallcàrquera.